# Asian Art Museum

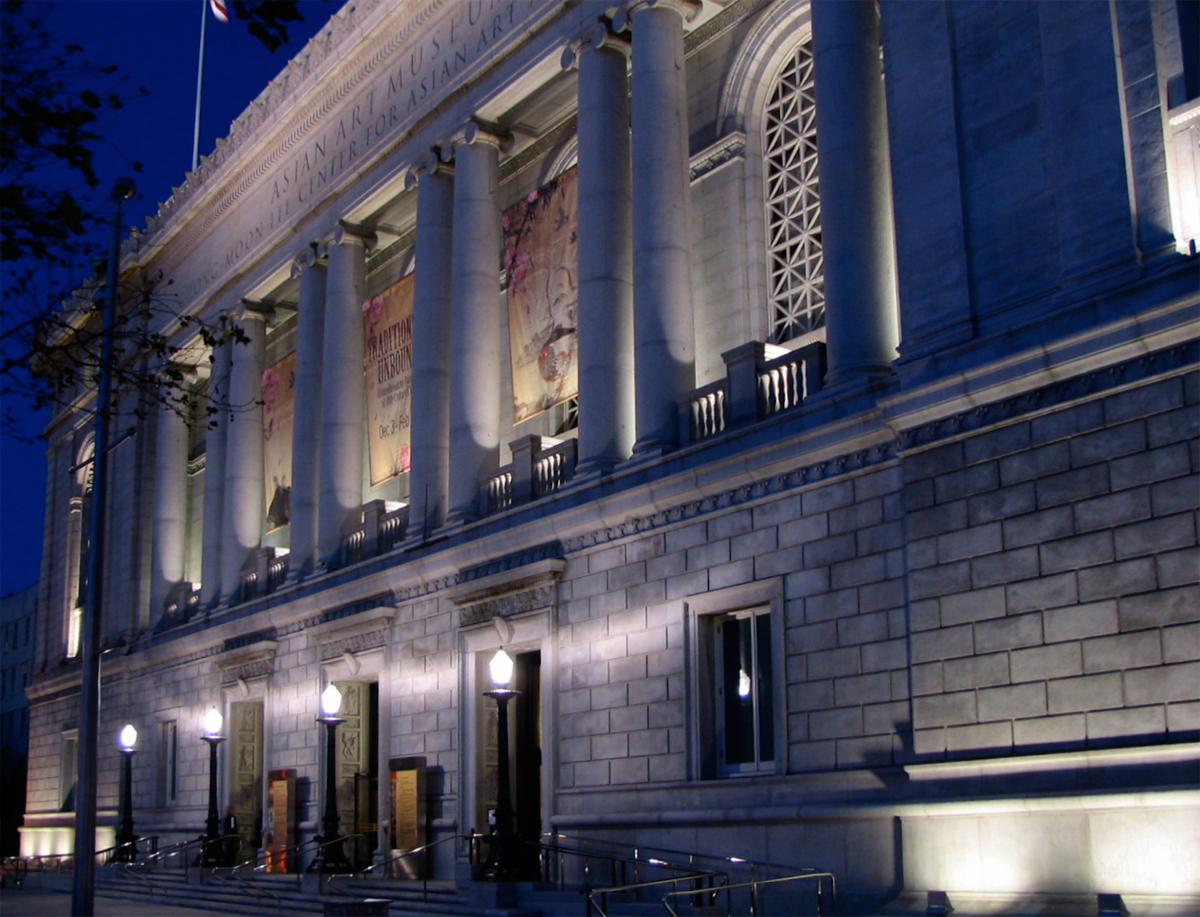
Das Asian Art Museum bei Nacht

Das Asian Art Museum ist ein Kunstmuseum in San Francisco. Es wurde 1966 eröffnet infolge einer Schenkung des Mäzens Avery Brundage, der auch weiterhin Schenkungen an das Museum machte. Die Sammlung umfasst heute über 17.000 Objekte und gehört zu den bedeutendsten Sammlungen asiatischer Kunst der Welt.

## Geschichte

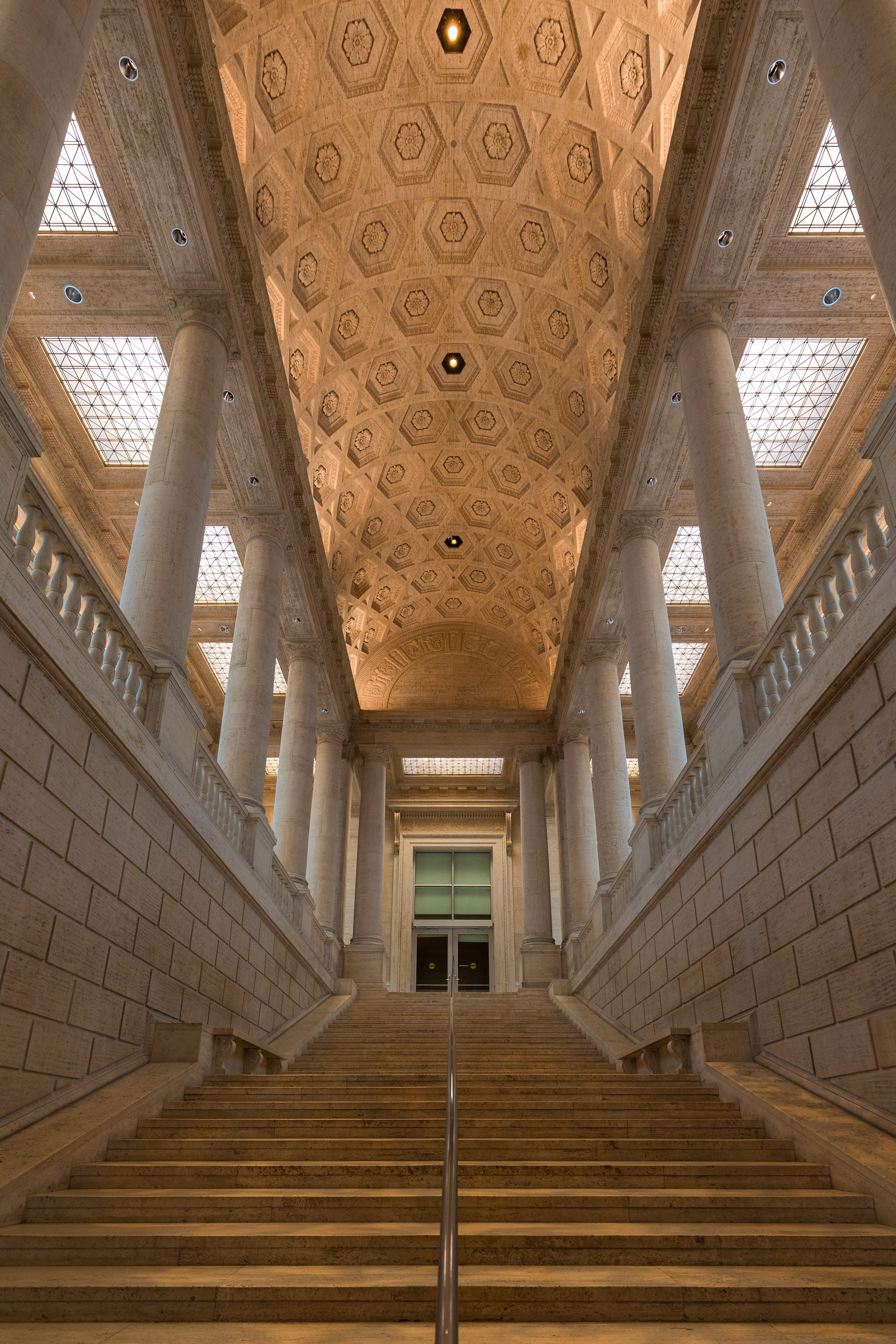
Wilbur Grand Staircase im Asian Art Museum

Das Museum geht auf eine Schenkung Avery Brundages an die Stadt San Francisco im Jahr 1959 zurück, die einen Teil seiner Sammlung Asiatischer Kunst umfasste und an die Bedingung geknüpft war, dass die Stadt ein eigenes Museum dafür einrichten würde. Ein Jahr später entschieden sich die Wähler für ein 2.725.000-Dollar-Paket, mit dem die Sammlung erworben und das Museumsgebäude gebaut werden sollte. Das als Flügel des De Young Museum im Golden Gate Park entworfene und gebaute Museumsgebäude wurde am 10. Juni 1966 eröffnet. Die administrativen Aufgaben wurden ebenfalls vom M.H. de Young Memorial Museum übernommen.
In den Folgejahren erweiterte Brundage seine Sammlung immer weiter und schloss Lücken. 1969 machte er deshalb erneut eine Schenkung an die Stadt, die an die Bedingung geknüpft war, dass eine eigenständige Administration des Asian Art Museum geschaffen und drei Millionen Dollar in Erwerbungen und pädagogische Arbeiten investiert würden. Das Museum erhielt in der Folge sein eigenes, 27 Personen umfassendes Leitungsgremium, das als Asian Art Commission bekannt ist, eine eigene Bücherei, eine eigene Abteilung für Konservierung und ein eigenes Budget. 1973 erhielt das Museum mit Asian Art Museum seinen heutigen Namen. Bis zu seinem Tod 1975 sammelte Brundage weiter und vererbte den Rest seiner Sammlung asiatischer Kunst an das Museum. Das Asian Art Museum veranstaltete mehrere international bedeutende Sonderausstellungen wie etwa die erste Ausstellung archäologischer Funde aus China nach dem Zweiten Weltkrieg im Jahr 1975.
Die wachsende Sammlung und der Wunsch, mehr Sonderausstellungen und öffentliche Aktivitäten zu veranstalten, ließen sich im bisherigen Museumsgebäude nicht beherbergen und umsetzen, weil es zu klein wurde. Die Stadt San Francisco bot dem Museum das alte Gebäude der Stadtbücherei, das Civic Center, an, die ein neues Gebäude bezogen hatte. 1987 präsentierte die Stadt den Plan, das Gebäude zu renovieren und wieder zu nutzen, der 1994 von den Wählern mit einer großen Mehrheit angenommen wurde. Im selben und im folgenden Jahr spendete das Mitglied der Asian Art Commission und Unternehmer Chong-Moon Lee erst eine Million Dollar an die Abteilung des Museums für koreanische Kunst, dann 15 Millionen Dollar für die Renovierung, weshalb ihm das Chong-Moon Lee Center for Asian Art and Culture gewidmet wurde. Gae Aulenti wurde 1996 als Architektin für die Anpassung des Gebäudes an die Anforderungen eines Museums ausgewählt. Am 7. Oktober 2001 schloss das Museum im Golden Gate Park und wurde für den Umzug vorbereitet. Die Eröffnung am neuen Ort fand am 20. März 2003 statt.

## Sammlung
Die Sammlung umfasst über 17.000 Kunstwerke, von denen um die 7000 Objekte aus der Sammlung Avery Brundages stammen. Sie stammen aus einer Zeitspanne von 6000 Jahren und repräsentieren alle asiatischen Kulturen. Die Objekte sind Gemälde, Skulpturen, Keramik, Porzellan, Textilien, Möbel, Puppen und Waffen. Die Sammlung teilt sich in sieben nach geographischen Räumen gegliederten Abteilungen: Südasien, Persien und Westasien, Südostasien, Himalaya und Tibet, China, Korea und Japan.
Die Sammlung enthält ferner einige herausragende Objekte wie eine chinesische Bronze-Statue eines Buddhas aus dem Jahr 338, die die jüngste bekannte Buddhadarstellung aus China ist. Daneben kann anhand von Objekten aus Porzellan und Keramik die Entwicklung dieser Kunstgattungen in China über 4500 Jahre hinweg nachvollzogen werden. Weiterhin können Objekte aus Jade ab 4000 vor Christus gesehen werden. Das Museum besitzt die größte Sammlung von japanischen Bambus-Körben außerhalb Japans und bedeutende Holzdrucke aus dem 18. und 19. Jahrhundert.
Das Museum beheimatet die größte und bedeutendste Sammlung koreanischer Kunst außerhalb Koreas, darunter Gemälde, Bücher und Textilien. Die Besucher können zudem Stein- und Bronzeobjekte aus Angkor Wat und eine der wichtigsten Sammlung thailändischer Gemälde außerhalb Thailands. Daneben sind Steinskulpturen aus Indien zu sehen, die die Entwicklung der buddhistischen Kunst nachvollziehbar machen. Des Weiteren repräsentieren Objekte die Vielgestaltigkeit der indischen Architektur.

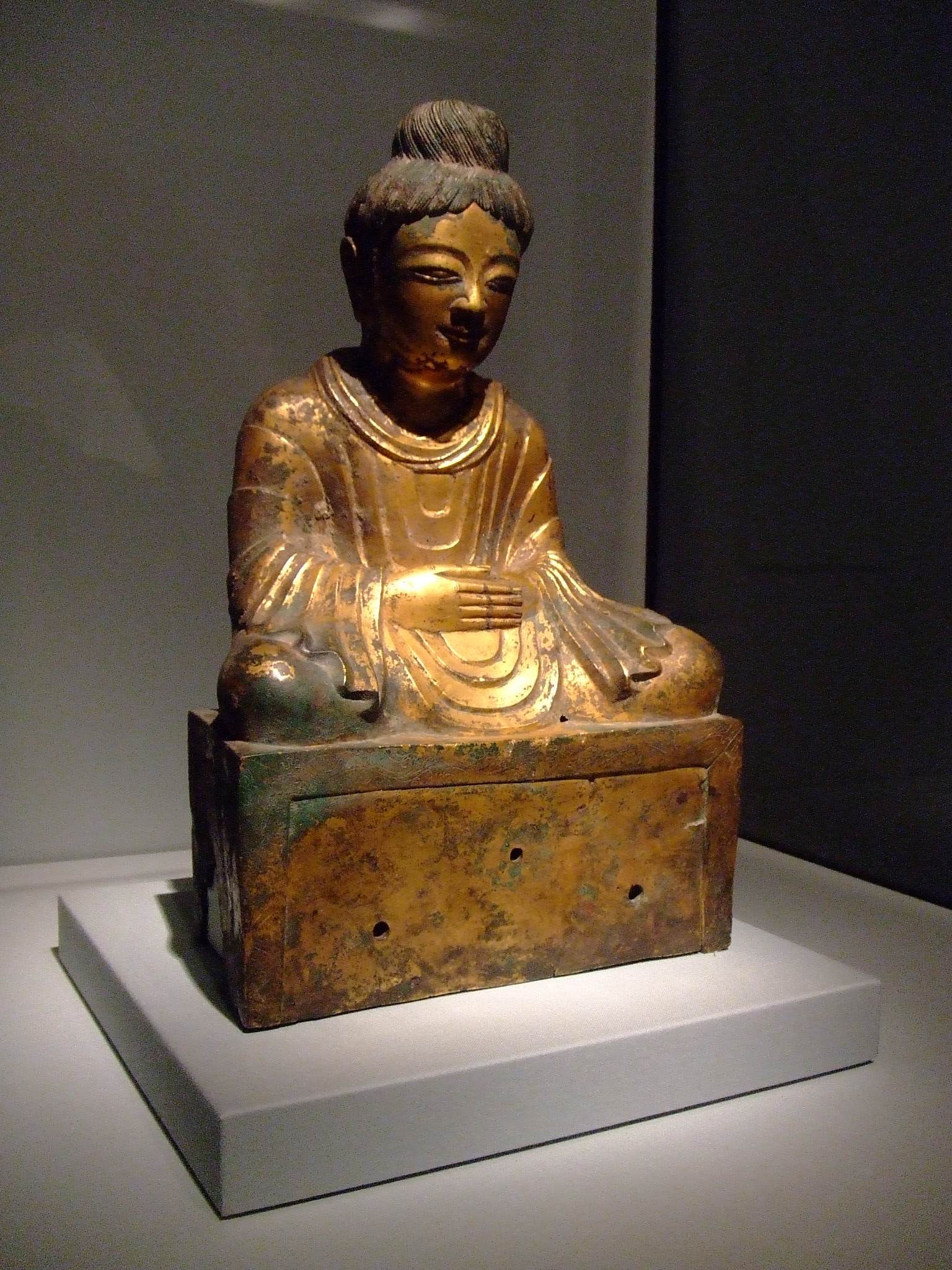
Chinesischer Bronze-Buddha aus dem Jahr 338
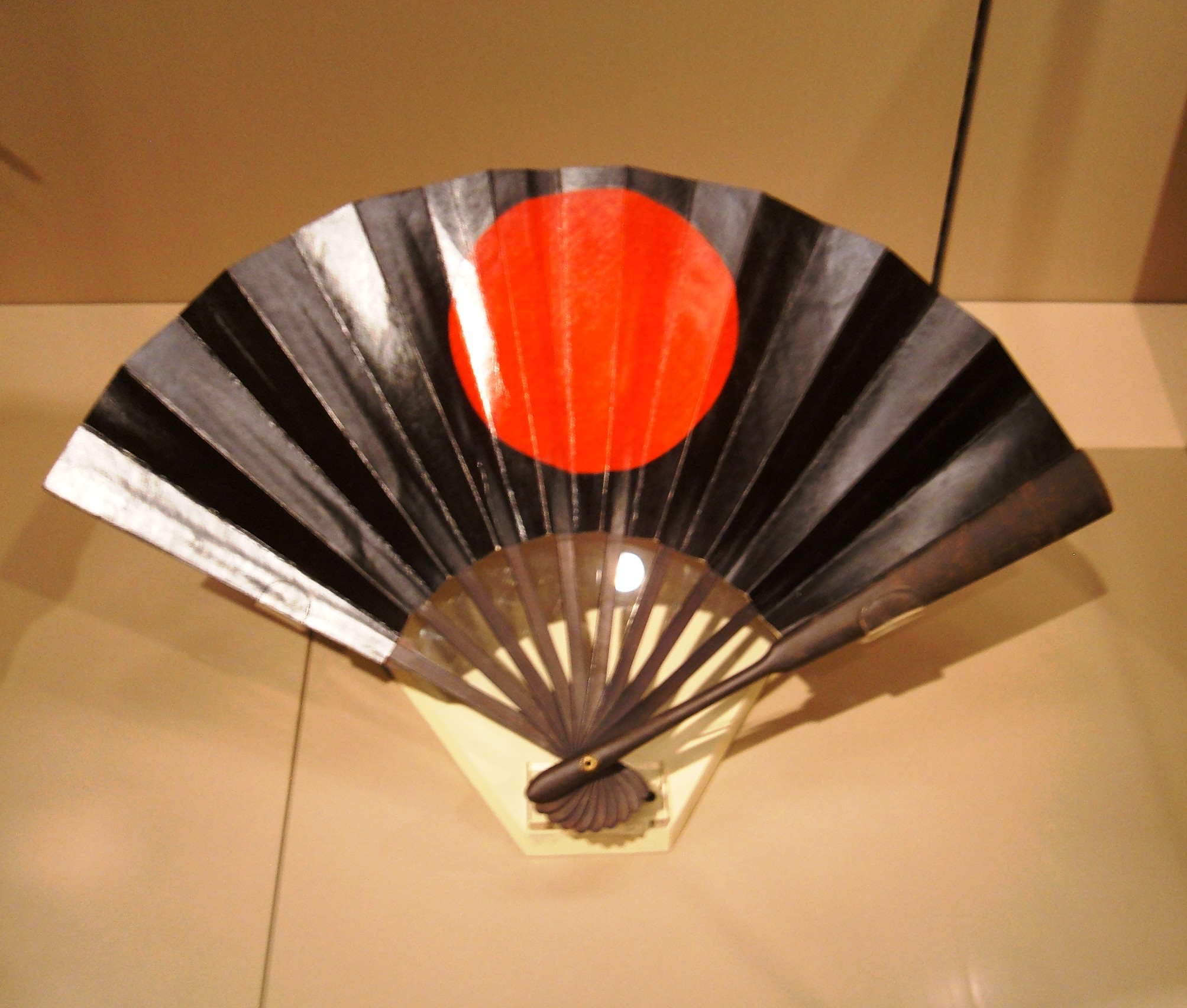
Japanischer Fächer
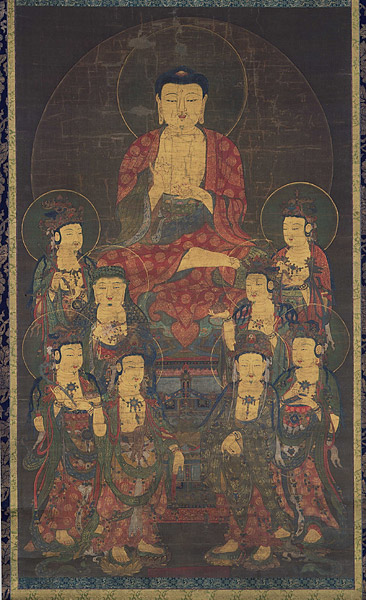
Amitabha und acht große Bodhisattvas, 14. Jahrhunderts
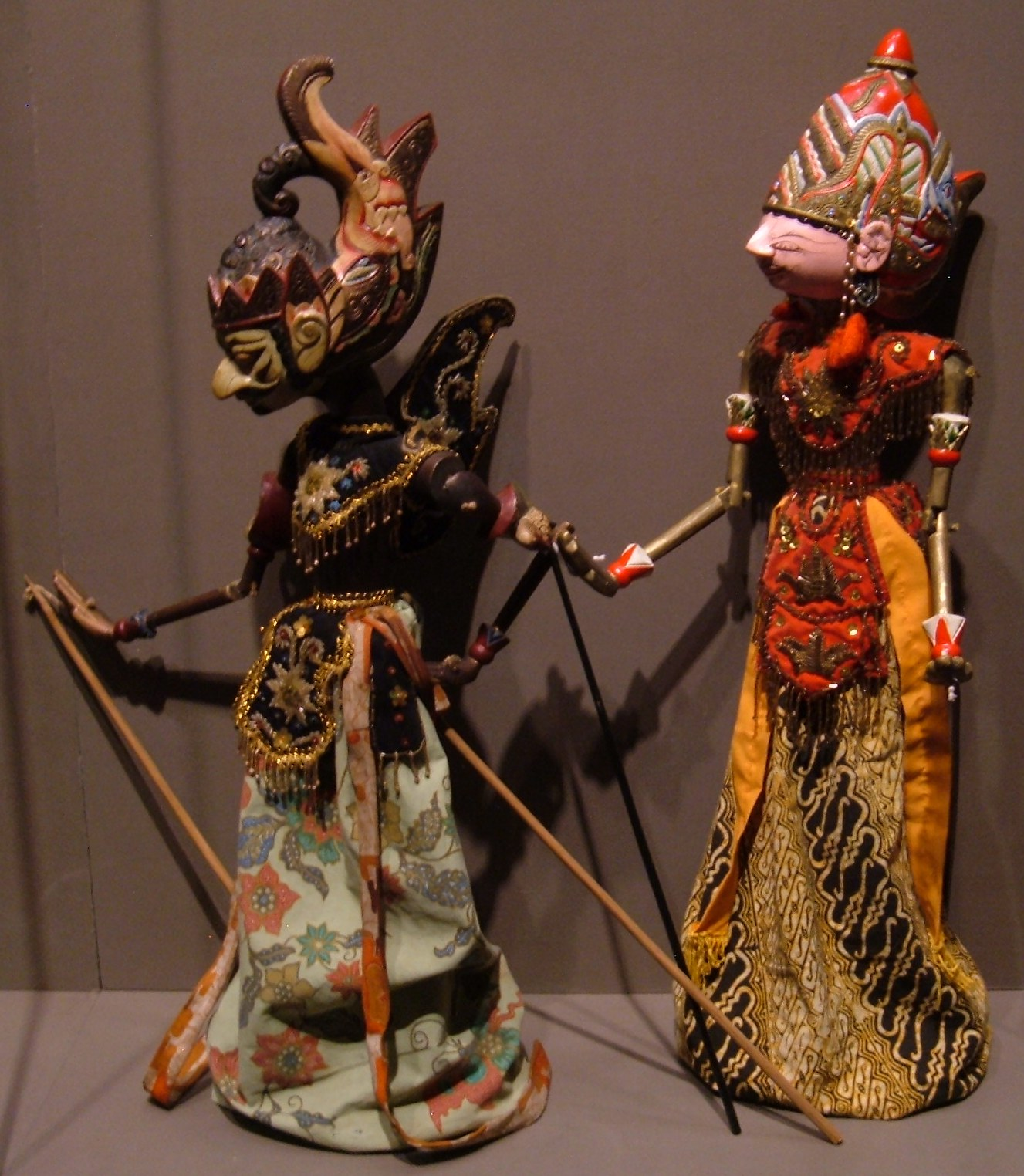
Wayang-Golek-Puppen, Java

## Sonderausstellungen
Im Museum wurden bedeutende Sonderausstellungen veranstaltet, die große Aufmerksamkeit erregten. So fand im Juni 1975 die erste Ausstellung von archäologischen Funden aus der Volksrepublik China, die seit dem Zweiten Weltkrieg China verlassen durfte, statt. Innerhalb von acht Wochen zog diese Ausstellung 800.000 Besucher an. Gemeinsam mit dem Koreanischen Nationalmuseum veranstaltete das Museum 1979 eine Ausstellung von koreanischen Kunstwerken aus fünf Jahrtausenden, die als Meilenstein auf dem Gebiet der Koreanischen Kunst gilt. Im Asian Art Museum fand 1983 auch die erste mit einem chinesischen Museum organisierte Ausstellung statt. So waren Werke des Shanghai Museums aus sechs Jahrtausenden zu sehen. Diese Kooperation wurde durch die Verbindung von Shanghai und San Francisco als Partnerstädte unterstützt.
Die Ausstellung Wisdom and Compassion: The Sacred Art of Tibet, die in Verbindung mit dem New Yorker Tibet House organisiert wurde und in der Folge mehrere Jahre an verschiedenen Orten weltweit zu sehen war, wurde am 17. April 1991 vom Dalai Lama eröffnet. Im August 1994 wurden in der Ausstellung Tomb Treasures from China: The Buried Art of Ancient Xi’an die Terrakotta-Armee gezeigt, im Juli 1995 fand die Ausstellung Mongolia: The Legacy of Chinggis Khan, die größte und bedeutendste Ausstellung mongolischer Kunst in den Vereinigten Staaten, statt.